# Cantó de Becinas
El cantó de Becinas és un cantó del departament francès de l'Alta Viena, a la regió de Llemosí. Està inclòs al districte de Belac i té 5 municipis. El cap cantonal és Becinas.

## Municipis
- Becinas
- Faulas
- Fromentau
- Rasès
- Sent Perdos

## Història
| Data d'elecció                           | Identitat        | Partit | Qualitat |
| ---------------------------------------- | ---------------- | ------ | -------- |
| 1964-1970                                | Pierre Duditlieu | SFIO   |          |
| 1970-1976                                | Maurice Lapéras  | PCF    |          |
| 1976-                                    | Bernard Brouille | PS     |          |
| les dades anteriors no són pas conegudes |                  |        |          |
|                                          |                  |        |          |

## Demografia
| 1962  | 1968  | 1975  | 1982  | 1990  | 1999  | 2006  |
| ----- | ----- | ----- | ----- | ----- | ----- | ----- |
| 6.284 | 6.702 | 5.751 | 5.543 | 5.512 | 5.165 | 5.556 |